# Unité urbaine de Bayonne (partie française)
L'unité urbaine de Bayonne (partie française) est une unité urbaine internationale dont la partie française s'étend sur deux départements, les Pyrénées-Atlantiques et les Landes. Elle est centrée sur les communes d'Anglet et de Bayonne, sous-préfecture du département des Pyrénées-Atlantiques au cœur de la deuxième unité urbaine de la région Nouvelle-Aquitaine.
Cette conurbation urbaine qui borde l'océan Atlantique s'étend au-delà de la frontière avec l'Espagne dans la comarque de Basse Bidassoa avec les villes d'Irun et Fontarrabie.
Par sa population, l'unité urbaine de Bayonne (partie française) fait partie des grandes agglomérations de la France, se situant au 25e rang national.

## Données générales
En 2010, selon l'INSEE, l'unité urbaine était composée de vingt-sept communes, dont vingt-quatre dans le département des Pyrénées-Atlantiques et trois dans les Landes.
En 2020, à la suite d'un nouveau zonage, elle a intégré les communes de Cambo-les-Bains, Espelette et Halsou portant ainsi son nombre de communes à trente, dont vingt-sept dans le département des Pyrénées-Atlantiques et toujours trois dans les Landes. Cependant, au 1er janvier 2025, Saint-Martin-de-Seignanx devient une unité urbaine distincte (ville isolée) et Saint-André-de-Seignanx est hors unité urbaine. L'unité urbaine de Bayonne est alors constituée de vingt-huit communes, vingt-sept dans les Pyrénées-Atlantiques et une seule dans les Landes.
En 2022, avec 246 117 habitants dans les Pyrénées-Atlantiques (12 900 dans les Landes), elle représente la 1re unité urbaine de ce département. Elle est la 2e unité urbaine de la région Nouvelle-Aquitaine, après l'unité urbaine de Bordeaux (1re rang régional) et avant l'unité urbaine de Pau (3e rang régional). Au niveau national, elle se situe au 25e rang.
En 2022, sa densité de population s'élève à 577 hab/km2. Elle représente 5,53 % de la superficie des Pyrénées Atlantiques (422,5 km2) et elle en regroupe 35,17 % de la population. 

Agglomérations de plus de 100000 habitants en France en 2022.

Le tableau suivant détaille la place de l'unité urbaine (2022) dans chacun des départements des Pyrénées Atlantiques et des Landes :
| Département          | Communes | Communes (%) | Superficie (km²) | Superficie (%) | Population (2022) | Population (%) |
| -------------------- | -------- | ------------ | ---------------- | -------------- | ----------------- | -------------- |
| Pyrénées-Atlantiques | 27       | 4,95         | 422,5            | 5,53           | 246 117           | 35,17          |
| Landes               | 1        | 0,31         | 26,3             | 0,28           | 12 900            | 3,01           |
| Total                | 28       |              | 448,8            |                | 259 017           |                |

## Composition 2020 de l'unité urbaine
Elle est composée des 28 communes suivantes :
| Nom                  | Code Insee | Département          | Statut       | Superficie (km2) | Population (dernière pop. légale) | Densité (hab./km2) | Modifier                                    |
| -------------------- | ---------- | -------------------- | ------------ | ---------------- | --------------------------------- | ------------------ | ------------------------------------------- |
| Anglet               | 64024      | Pyrénées-Atlantiques | ville-centre | 26,93            | 42 288 (2022)                     | 1 570              | modifier les données · modifier les données |
| Bayonne              | 64102      | Pyrénées-Atlantiques | ville-centre | 21,68            | 53 312 (2022)                     | 2 459              | modifier les données · modifier les données |
| Ahetze               | 64009      | Pyrénées-Atlantiques | banlieue     | 10,56            | 2 070 (2022)                      | 196                | modifier les données · modifier les données |
| Arbonne              | 64035      | Pyrénées-Atlantiques | banlieue     | 10,59            | 2 364 (2022)                      | 223                | modifier les données · modifier les données |
| Arcangues            | 64038      | Pyrénées-Atlantiques | banlieue     | 17,47            | 3 588 (2022)                      | 205                | modifier les données · modifier les données |
| Ascain               | 64065      | Pyrénées-Atlantiques | banlieue     | 19,27            | 4 561 (2022)                      | 237                | modifier les données · modifier les données |
| Bassussarry          | 64100      | Pyrénées-Atlantiques | banlieue     | 6,51             | 3 317 (2022)                      | 510                | modifier les données · modifier les données |
| Biarritz             | 64122      | Pyrénées-Atlantiques | banlieue     | 11,66            | 25 810 (2022)                     | 2 214              | modifier les données · modifier les données |
| Bidart               | 64125      | Pyrénées-Atlantiques | banlieue     | 12,15            | 7 674 (2022)                      | 632                | modifier les données · modifier les données |
| Biriatou             | 64130      | Pyrénées-Atlantiques | banlieue     | 11,04            | 1 259 (2022)                      | 114                | modifier les données · modifier les données |
| Boucau               | 64140      | Pyrénées-Atlantiques | banlieue     | 5,82             | 8 934 (2022)                      | 1 535              | modifier les données · modifier les données |
| Cambo-les-Bains      | 64160      | Pyrénées-Atlantiques | banlieue     | 22,49            | 6 715 (2022)                      | 299                | modifier les données · modifier les données |
| Ciboure              | 64189      | Pyrénées-Atlantiques | banlieue     | 7,44             | 5 957 (2022)                      | 801                | modifier les données · modifier les données |
| Espelette            | 64213      | Pyrénées-Atlantiques | banlieue     | 26,85            | 2 094 (2022)                      | 78                 | modifier les données · modifier les données |
| Guéthary             | 64249      | Pyrénées-Atlantiques | banlieue     | 1,40             | 1 315 (2022)                      | 939                | modifier les données · modifier les données |
| Halsou               | 64255      | Pyrénées-Atlantiques | banlieue     | 5,08             | 605 (2022)                        | 119                | modifier les données · modifier les données |
| Hendaye              | 64260      | Pyrénées-Atlantiques | banlieue     | 7,95             | 18 074 (2022)                     | 2 273              | modifier les données · modifier les données |
| Jatxou               | 64282      | Pyrénées-Atlantiques | banlieue     | 13,95            | 1 258 (2022)                      | 90                 | modifier les données · modifier les données |
| Lahonce              | 64304      | Pyrénées-Atlantiques | banlieue     | 9,47             | 2 736 (2022)                      | 289                | modifier les données · modifier les données |
| Larressore           | 64317      | Pyrénées-Atlantiques | banlieue     | 10,76            | 2 123 (2022)                      | 197                | modifier les données · modifier les données |
| Mouguerre            | 64407      | Pyrénées-Atlantiques | banlieue     | 22,57            | 5 353 (2022)                      | 237                | modifier les données · modifier les données |
| Saint-Jean-de-Luz    | 64483      | Pyrénées-Atlantiques | banlieue     | 19,05            | 14 690 (2022)                     | 771                | modifier les données · modifier les données |
| Saint-Pierre-d'Irube | 64496      | Pyrénées-Atlantiques | banlieue     | 7,68             | 5 779 (2022)                      | 752                | modifier les données · modifier les données |
| Tarnos               | 40312      | Landes               | banlieue     | 26,26            | 12 900 (2022)                     | 491                | modifier les données · modifier les données |
| Urcuit               | 64540      | Pyrénées-Atlantiques | banlieue     | 13,69            | 3 006 (2022)                      | 220                | modifier les données · modifier les données |
| Urrugne              | 64545      | Pyrénées-Atlantiques | banlieue     | 50,57            | 10 594 (2022)                     | 209                | modifier les données · modifier les données |
| Ustaritz             | 64547      | Pyrénées-Atlantiques | banlieue     | 32,75            | 7 684 (2022)                      | 235                | modifier les données · modifier les données |
| Villefranque         | 64558      | Pyrénées-Atlantiques | banlieue     | 17,17            | 2 957 (2022)                      | 172                | modifier les données · modifier les données |

## Évolution démographique
L'évolution démographique ci-dessous concerne l'unité urbaine selon le périmètre défini le 1er janvier 2025.
| 1968    | 1975    | 1982    | 1990    | 1999    | 2006    | 2011    | 2016    | 2022    |
| ------- | ------- | ------- | ------- | ------- | ------- | ------- | ------- | ------- |
| 154 696 | 168 134 | 178 748 | 192 617 | 205 752 | 220 163 | 229 455 | 241 811 | 259 017 |

#### Données générales
- Unité urbaine en France
- Aire d'attraction d'une ville
- Liste des unités urbaines de France

#### Données démographiques en rapport avec l'unité urbaine de Bayonne (partie française)
- Aire d'attraction de Bayonne (partie française)
- Communauté d'agglomération du Pays Basque
- Arrondissement de Bayonne
- Arrondissement de Dax

#### Données démographiques en rapport avec les Landes et les Pyrénées-Atlantiques
- Démographie des Landes
- Démographie des Pyrénées-Atlantiques